# Шарафханлы
Шарафханлы (азерб. Şərəfxanlı) — село в Шарафханлинском административно-территориальном округе Агджабединского района Азербайджана.

## Этимология
Название происходит от рода шарафханлы.

## История
Село Шарафханлы основано в начале XX века.
В 1926 году согласно административно-территориальному делению Азербайджанской ССР село относилось к дайре Агджабеды Агдамского уезда.
После реформы административного деления и упразднения уездов в 1929 году был образован Кягризлинский сельсовет в Агджабединском районе Азербайджанской ССР.
Согласно административному делению 1961 и 1977 года село Шарафханлы входило в Кягризлинский сельсовет Агджабединского района Азербайджанской ССР.
В 1999 году в Азербайджане была проведена административная реформа и внутри Кягризлинского административно-территориального округа был учрежден Шарафханлинский муниципалитет Агджабединского района.
8 февраля 2000 года из Кягризлинского административно-территориального округа выделен новый, Шарафханлинский.

## География
Шарафханлы расположены на Карабахской равнине.
Село находится в 25 км от райцентра Агджабеди и в 303 км от Баку. Ближайшая железнодорожная станция — Агдам (действующая — Халадж).
Село находится на высоте 125 метров над уровнем моря.

## Население
| Численность населения | Численность населения | Численность населения |
| 1983                  | 1999                  | 2009                  |
| --------------------- | --------------------- | --------------------- |
| 630                   | ↗758                  | ↗809                  |

Население преимущественно занимается хлопководством, животноводством, выращиванием зерна.

## Климат
| Показатель                    | Янв. | Фев. | Март | Апр. | Май  | Июнь | Июль | Авг. | Сен. | Окт. | Нояб. | Дек. | Год  |
| ----------------------------- | ---- | ---- | ---- | ---- | ---- | ---- | ---- | ---- | ---- | ---- | ----- | ---- | ---- |
| Средний суточный максимум, °C | 6,5  | 7,5  | 11,4 | 19,0 | 23,8 | 28,4 | 31,9 | 31,0 | 26,5 | 20,5 | 13,7  | 8,7  | 19,1 |
| Средняя температура, °C       | 2,7  | 3,7  | 7,1  | 13,7 | 18,5 | 23,0 | 26,3 | 25,2 | 21,3 | 15,8 | 9,7   | 4,9  | 14,3 |
| Средний суточный минимум, °C  | −1   | −0,1 | 2,9  | 8,5  | 13,2 | 17,7 | 20,7 | 19,5 | 16,2 | 11,2 | 5,8   | 1,2  | 9,5  |
| Норма осадков, мм             | 20   | 25   | 30   | 44   | 56   | 45   | 19   | 21   | 24   | 44   | 29    | 28   | 385  |

Среднегодовая температура воздуха в селе составляет +14,3 °C. В селе полупустынный климат.

## Инфраструктура
В селе расположены средняя школа, ясли-сад, клуб, библиотека, медицинский пункт.